# Шієуц (комуна)
Шієуц (рум. Șieuț) — комуна у повіті Бистриця-Несеуд в Румунії. До складу комуни входять такі села (дані про населення за 2002 рік):
- Лунка (417 осіб)
- Руштіор (631 особа)
- Себіш (901 особа)
- Шієуц (829 осіб) — адміністративний центр комуни

Комуна розташована на відстані 303 км на північ від Бухареста, 20 км на південний схід від Бистриці, 82 км на схід від Клуж-Напоки.

## Населення
За даними перепису населення 2002 року у комуні проживали 2778 осіб.
Національний склад населення комуни:
| Національність | Кількість осіб | Відсоток |
| -------------- | -------------- | -------- |
| румуни         | 2710           | 97,6%    |
| цигани         | 66             | 2,4%     |
| угорці         | 2              | 0,1%     |

Рідною мовою назвали:
| Мова      | Кількість осіб | Відсоток |
| --------- | -------------- | -------- |
| румунська | 2775           | 99,9%    |
| циганська | 2              | 0,1%     |
| угорська  | 1              | < 0,1%   |

Склад населення комуни за віросповіданням:
| Релігія        | Кількість осіб | Відсоток |
| -------------- | -------------- | -------- |
| православні    | 2736           | 98,5%    |
| греко-католики | 24             | 0,9%     |
| адвентисти     | 16             | 0,6%     |
| римо-католики  | 1              | < 0,1%   |
| реформати      | 1              | < 0,1%   |